# Estación de Las Navas del Marqués
Las Navas del Marqués es una estación ferroviaria situada en el municipio español de Las Navas del Marqués en la provincia de Ávila, comunidad autónoma de Castilla y León. Cuenta con servicios de Media Distancia. Su frecuencia es especialmente alta en época veraniega.

## Situación ferroviaria
La estación se encuentra en el punto kilométrico 83,7 de la línea férrea de ancho ibérico que une Madrid con Hendaya a 1218,95 metros de altitud, entre las estaciones de Navalperal y de El Pimpollar. El tramo es de vía doble y está electrificado.

## Historia
La estación fue inaugurada el 1 de julio de 1863 con la puesta en marcha del tramo Ávila – El Escorial de la línea radial Madrid-Hendaya. Su explotación inicial quedó a cargo de la Compañía de los Caminos de Hierro del Norte de España quien mantuvo su titularidad hasta que en 1941 fue nacionalizada e integrada en la recién creada RENFE. Desde el 31 de diciembre de 2004 Renfe Operadora explota la línea mientras que Adif es la titular de las instalaciones ferroviarias.

## La estación
Cuenta con un amplio edificio para viajeros de dos pisos y planta rectangular. Dispone de dos andenes, uno lateral y otro central y de cuatro vías. El cambio de vía se realiza por un paso subterráneo construido en el año 2009. Tanto el andén lateral como el central poseen aparatosas marquesinas metálicas con diseños que no se corresponden con el estilo general de la estación.

## Servicios ferroviarios

### Media Distancia
En Las Navas del Marqués Renfe presta servicios de Media Distancia gracias a sus trenes MD y regionales. La conexión con mayor frecuencia se realiza gracias a estos últimos entre Madrid y Ávila a razón de cuatro o cinco trenes diarios en ambos sentidos. Además, algunos de los trenes del núcleo de Cercanías de Madrid se prolongan hasta esta estación como Regionales Cadenciados los días laborables de lunes a viernes: una relación Madrid-Las Navas del Marqués y dos relaciones Las Navas del Marqués-Madrid.
| Línea MD | Trenes   | Origen/Destino          |  | Destino/Origen          |
| -------- | -------- | ----------------------- |  | ----------------------- |
| 16       | MD       | Madrid-Príncipe Pío     |  | Vitoria Irún            |
| 13       | MD       | Madrid-Príncipe Pío     |  | Salamanca La Alamedilla |
| 16       | MD       | Madrid-Príncipe Pío     |  | León                    |
| 51       | Regional | Madrid-Atocha Cercanías |  | Ávila                   |